# Limnoctites
Limnoctites is een geslacht van zangvogels uit de familie ovenvogels (Furnariidae).

## Soorten
Het geslacht kent de volgende soorten:
- Limnoctites rectirostris – Rechtsnavelrietkruiper
- Limnoctites sulphuriferus – Zwavelkeelrietkruiper